# A mezítelen nap
A mezítelen nap (angolul: The Naked Sun) Isaac Asimov tudományos-fantasztikus krimije, amely először a Astounding Science Fiction magazinban jelent meg folytatásokban 1956 októbere és decembere között, majd a rákövetkező évben adták ki könyv formájában. Magyar fordításban 1990-ben jelent meg a Móra Ferenc Könyvkiadónál.
Ez a könyv Asimov Robot sorozatának második regénye.

## Történet
|  | Alább a cselekmény részletei következnek! |

A mezítelen nap cselekménye a Solaria nevű bolygón játszódik, ahol egy gyilkosság történt. A nyomozással Elijah Baley-t bízzák meg, miután nem sokkal korábban megoldott egy hasonlóan kényes ügyet a Földön. Baley-nek tehát el kell hagynia a Földet, és el kell utaznia Solariára. Baley-nek ebben a nyomozásban is – hasonlóan az ezt megelőző földi nyomozáshoz – R. Daneel Olivaw lesz a társa az Aurora bolygó delegáltjaként. A Solaria bolygón nagy kultusza van a robottartásnak, ebből kifolyólag az egész bolygón mindössze 20 000 ember él, akiket 200 millió robot szolgál ki. Az emberek óriási birtokokon laknak nagy luxusban, és sosem látják egymást, csak nézik, azaz sosem találkoznak személyesen.
Az áldozat, a híres tudós, Dr. Rikaine Delmarre, akinek betörték a fejét. A helyi biztonsági főnök, akit megbíztak, hogy vezesse a nyomozást, mert a Solarián nincs rendőrség, és aki Baley segítségét kérte, Hannis Gruer. Mire Baley megérkezik a bizonyítékokat a robotok már eltakarították, és az egyetlen gyanúsított nem más, mint az áldozat felesége, Gladia Delmarre. Az egyetlen hiányzó láncszem a gyilkos fegyver, amit nem találnak. Azonban Gruer számára a gyilkosság csak ürügyül szolgált, hogy egy másik, bizalmas és fontos ügyben kérje Baley segítségét: Delmarre doktor halála előtt egy az egész emberiségre veszélyes összeesküvés felderítésén dolgozott, és Baleynek erről kellene minél többet megtudnia.
Nem sokkal azután hogy Gruer beszél az összeesküvésről Baleynek, Gruert Baley szeme láttára megmérgezik, ezért Baley támogatók nélkül marad a bolygón. Baleynek meggyőződése, hogy a bűntény megoldásához látnia kell a solariaiakat, amit Daneel nem enged, mert ehhez Baleynek a szabad ég alatt, nyílt terepen kellene egyik birtokról a másikra utaznia, amit veszélyesnek tart egy földlakóra nézve, de Baley egy trükkel túljár Daneel eszén, bezáratja, és négy robottal őrizteti, így el tudja hagyni a számára kijelölt birtokot.
Először a bolygó szociológusával beszél személyesen, aki rosszul lesz a látástól, de Baley megtudja tőle, hogy Solaria titkos fegyvere maga a pozitronagy. Ezután kihallgatja Delmarre doktor asszisztensét, akitől megtudja, hogy mivel foglalkozott Dr. Delmarre, mint foetológus: ő foglalkozott a solariai gyerekek felnevelésével, akiket a vér szerinti szüleiktől távol, egy erre a célra kialakított központban szoktattak hozzá fokozatosan az egyedülléthez – ahhoz, hogy felnőttként már csak a nekik kiutalt házastársukkal találkozhatnak. Amíg ezen a farmon tartózkodik Baley ellen is merényletet kísérelnek meg egy mérgezett nyílvesszővel, ami azonban nem sikerül, mert a merénylő elvéti a célt.
A következő tanú, akit Baley kihallgat Dr. Jothan Leebig, a bolygó legjobb robotszakértője és Dr. Delmarre egykori közeli munkatársa és barátja, aki Mrs. Delmarre-ral is jó barátságban volt korábban. Ő annyira iszonyodik a személyes találkozásoktól, hogy Baley végül csak nézés segítségével hallgatja ki. Kiderül, hogy Leebig és Dr. Delmarre olyan robotokat is tervezett, amelyeknek levehető volt a karja, továbbá Leebig elárulja azt is, hogy Gladia rendszeresen és sokat veszekedett a férjével, így volt indítéka a gyilkosság elkövetésére.
Dr. Leebig kihallgatása után Baley továbbutazik a gyereket nevelő farmról Gladia birtokára, hogy személyesen találkozzon vele. Itt Gladia kedvéért hosszabb sétára vállalkozik a szabadban, azonban rosszul lesz. Az utolsó pillanatban azonban Daneel is megérkezik, aki időközben lerázta a három robotot, amelyekkel Baley őriztette. Daneel szerint minden bizonyíték Gladia ellen szól, mert ő rájött, hogy az asszony vér szerinti apja Dr. Thool, az az orvos, aki a gyilkosság után a helyszínen járt, és ezért alkalma lehetett eltüntetni a bizonyítékokat és a gyilkos fegyvert, hogy lányát megvédje a gyilkosság vádjától.
Másnap reggel Baley összehívja az érintetteket, hogy leleplezze a „gyilkost”, aki köztük van. Baley rámutat, hogy a gyilkos fegyver a helyszínen talált tönkrement robot volt, amely egy levehető karral rendelkező kísérleti robot volt. Ezzel a levehető karral gyilkolták meg a doktort, majd a gyilkosság után egyszerűen visszahelyezték a robotra. Baley akkor jött rá erre, amikor előző este azt mondta Daneelnek, hogy „adja a karját”, a robot pedig ezt szó szerint értette.
Baley megoldja az összeesküvés-elméletet is azzal, hogy elmondja Leebignek, az a terve, hogy meghódítsa a galaxist, mégpedig úgy, hogy pozitronagyú cirkálókat épít, amelyeket ugyan kötelez a robotika három törvénye, de ha a cirkálók azt hiszik, hogy minden űrhajó ugyanúgy működik, mint ők, akkor, mivel bennük nincsenek emberek, azt hiszik, hogy a többi hajón sincsenek, ezért ha azt mondják a pozitronagynak, hogy lője le azt a hajót, akkor az meg is teszi.
Dr. Leebig annyira iszonyodik a személyes találkozásoktól, hogy amikor ezzel fenyegeti meg Baley, akkor mindent bevall, majd amikor Daneel odamegy hozzá, hogy lefogja, öngyilkos lesz, mert nem tudja, hogy valójában Daneel is csak egy robot.
A valódi tettest, Gladia Delmarre-t Baley nem vádolja meg, mert ugyan ő törte be a férje fejét a levehető robotkarral, azonban nem volt öntudatánál, amikor ezt tette és Dr. Leebig csak kihasználta őt a gyilkosság elkövetésére.
|  | Itt a vége a cselekmény részletezésének! |

## Megjelenések

### Angolul
1. The Naked Sun, Astounding Science Fiction, Street & Smith Publications, Inc., 1956 okt, nov, dec.[2]
2. The Naked Sun, Doubleday, 1957[2]

### Magyarul
1. A mezítelen nap; ford. Baranyi Gyula; Móra, Bp., 1990 (A sci-fi mesterei)
2. Asimov teljes Alapítvány-Birodalom-Robot Univerzuma, 1. kötet, Szukits Könyvkiadó, Szeged, 2001, ford.: Baranyi Gyula[3]
3. A mezítelen nap. Isaac Asimov Robot-sorozatának 2. kötete; ford. Pétersz Tamás; Gabo, Bp., 2022